# Casa de la Vila (Santa Margarida i els Monjos)
La Casa de la Vila és una obra del monumentalisme academicista de Santa Margarida i els Monjos (Alt Penedès) inclosa a l'Inventari del Patrimoni Arquitectònic de Catalunya.

## Descripció
Edifici de composició simètrica, format per un cos central de planta baixa, dos pisos i golfes, i dues ales laterals de planta baixa i dos pisos. En el cos central hi ha instal·lades dependències de l'Ajuntament, i a les ales, habitatges de funcionaris. Porxo d'entrada amb arcades de mig punt. Balcó central corregut de tres portals, al primer pis. Galeria de finestres a les golfes.

## Història
Es construí al voltant de 1945.